# Lehrkraft für besondere Aufgaben
Eine Lehrkraft für besondere Aufgaben (LfbA oder LbA) ist ein akademischer Mitarbeiter an einer Hochschule, der praktische Fertigkeiten und Kenntnisse vermittelt, soweit dies nicht die Qualifikation eines Hochschullehrers erfordert. Sie ist meist einer Professur unterstellt, kann aber auch dem Institut zugeordnet sein.
Zu den Aufgaben gehören vor allem die Mitarbeit in der Lehre und bei Prüfungen. Weiter kann die Lehrkraft für besondere Aufgaben Studierende beraten sowie Praktika, Projekte und Exkursionen begleiten. Zugangsvoraussetzung ist ein im entsprechenden Fachbereich abgeschlossenes Hochschulstudium, oft auch eine abgeschlossene Promotion.
Eine Lehrkraft für besondere Aufgaben ist beamtet als akademischer Rat (Art. 24 Abs. 2 BayHSchPG) oder Angestellter im öffentlichen Dienst. In der Lehre nehmen Lehrkräfte für besondere Aufgaben Daueraufgaben wahr, daher sind sie meist in einem unbefristeten Arbeitsverhältnis beschäftigt.
Lehrkräfte für besondere Aufgaben sind keine Qualifikationsstellen, d. h. die Möglichkeit einer Promotion oder Habilitation ist aufgrund des hohen Arbeitsaufwands für die Lehre stark eingeschränkt.